# Melissa Lotholz
Melissa Lotholz (Barrhead, 2 dicembre 1992) è una bobbista ed ex velocista canadese.

## Biografia
Prima di dedicarsi al bob, Melissa Lotholz ha praticato l'atletica leggera a livello nazionale nelle discipline veloci, avendo partecipato ai campionati nazionali juniores nel 2011 e agli assoluti canadesi nel 2012, in entrambe le occasioni gareggiando nei 100 m.

### 2014–2018: la carriera da frenatrice
Compete professionalmente nel bob dal 2014 come frenatrice per la squadra nazionale canadese. Debuttò in Coppa Nordamericana a novembre 2014 ed esordì in Coppa del Mondo all'avvio della stagione 2014/15 il 13 dicembre 2014 a Lake Placid dove si piazzò al quinto posto con Kaillie Humphries. Centrò il suo primo podio il 9 gennaio 2015 ad Altenberg (3 ª nel bob a due) e la sua prima vittoria il 27 novembre 2015 sempre nel bob a due e in coppia con la Humphries.

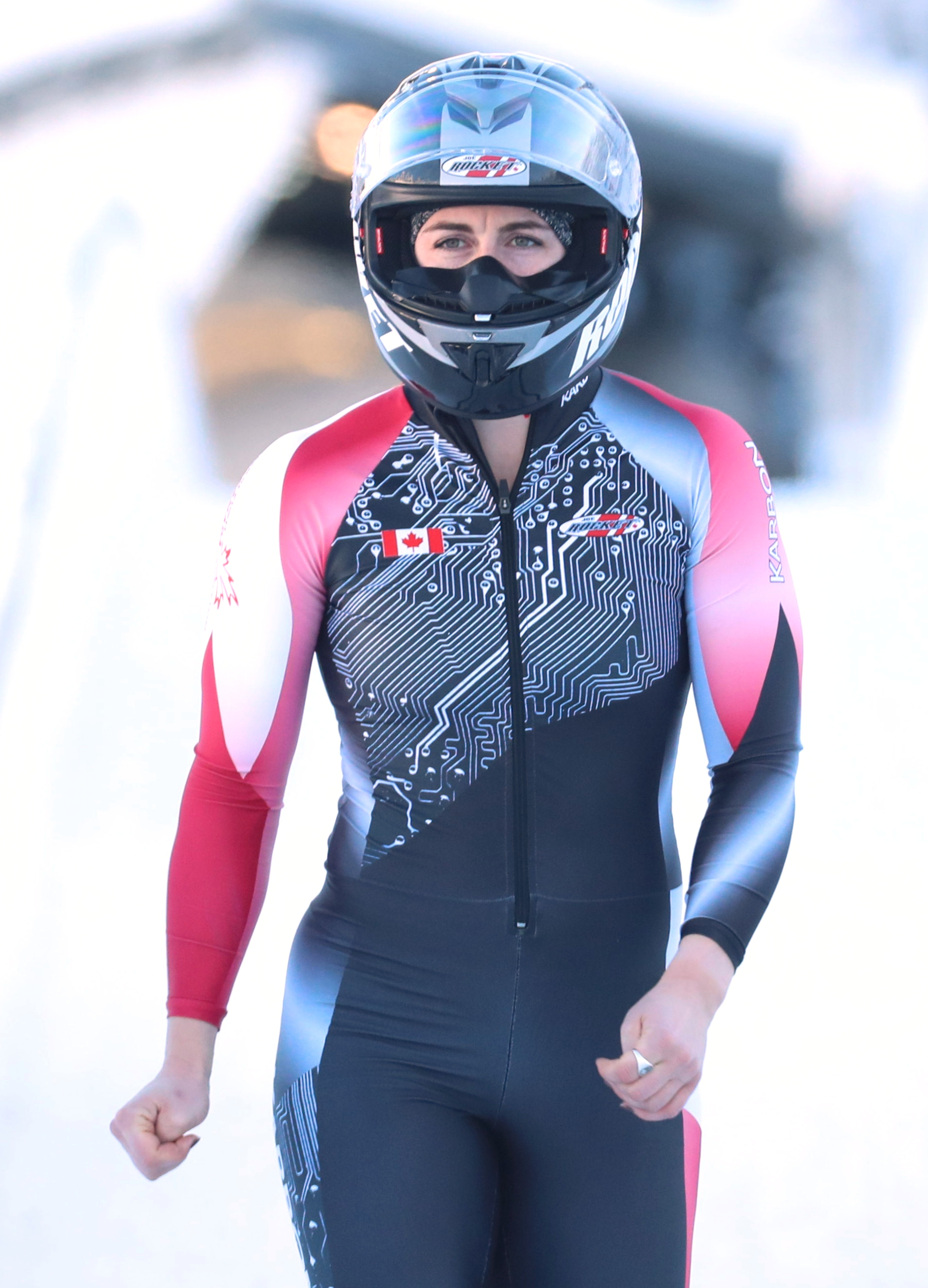
Melissa Lotholz ad Altenberg nel 2021

Ha partecipato ai Giochi olimpici invernali di Pyeongchang 2018, piazzandosi al settimo posto nel bob a due in coppia con Christine de Bruin.
Prese inoltre parte a quattro edizioni dei campionati mondiali vincendo in totale due medaglie d'argento. Nel dettaglio i suoi risultati da frenatrice nelle prove iridate sono stati, nel bob a due: settima a Winterberg 2015, medaglia d'argento a Igls 2016 in coppa con Kaillie Humphries, medaglia d'argento a Schönau am Königssee 2017, sempre con Kaillie Humphries, e quattordicesima a Whistler 2019; nella gara a squadre: nona a Schönau am Königssee 2017. Ha inoltre vinto due titoli nazionali nel bob a due.
Melissa Lotholz, assieme alla pilota Kaillie Humphries e alle altre frenatrici Cynthia Appiah e Genevieve Thibault fece parte del primo equipaggio tutto al femminile che abbia mai partecipato ad una gara di bob a quattro, competendo contro i colleghi maschi a Lake Placid il 6 gennaio 2016 durante la quarta tappa di Coppa del Mondo della stagione 2015/16. Terminarono al diciassettesimo e ultimo posto con un distacco di 4 secondi e 77 centesimi dal vincitore Maximilian Arndt e a 2"67 dal sedicesimo classificato, il britannico John James Jackson.

### 2018: il passaggio al ruolo di pilota

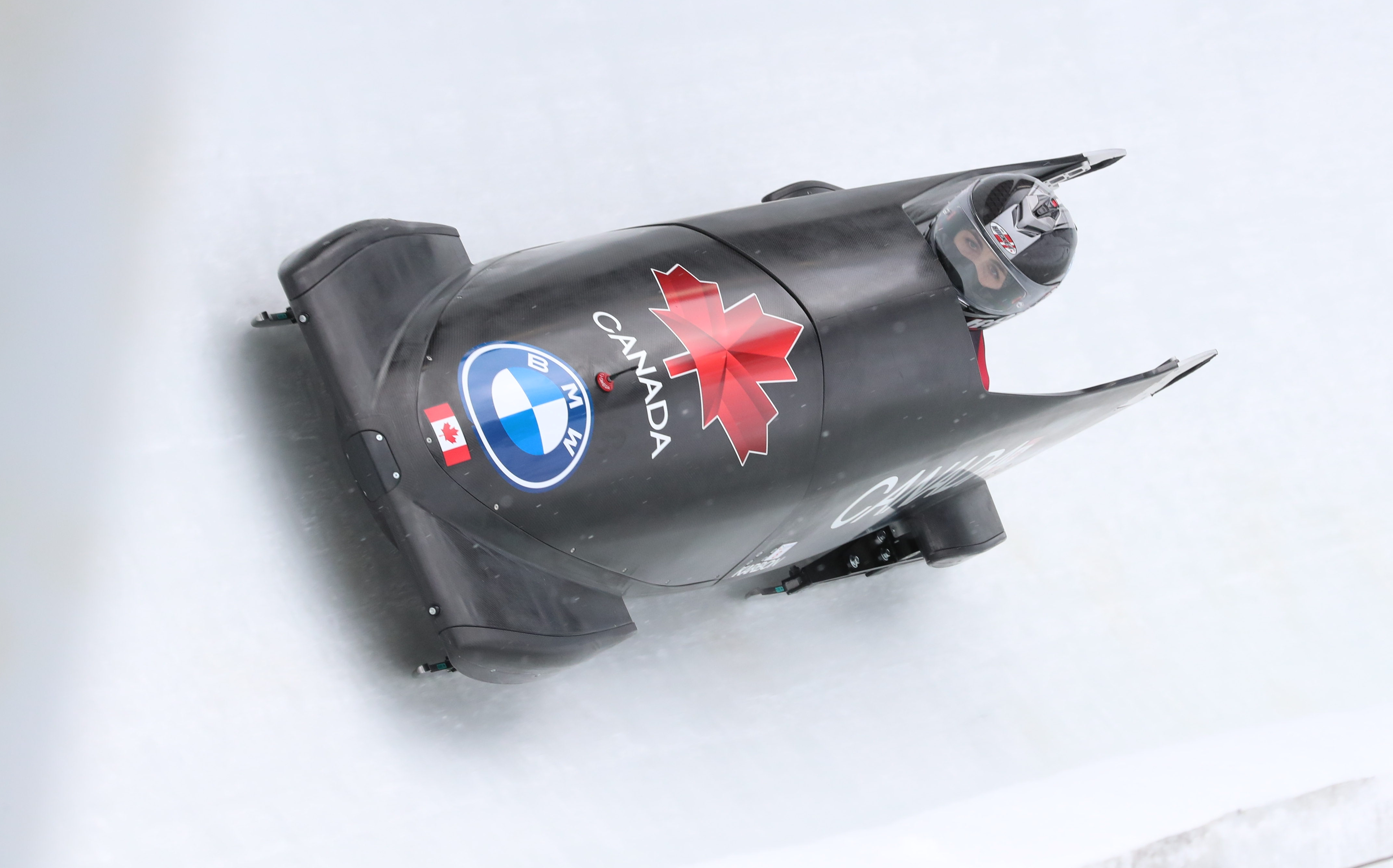
Melissa Lothilz alla guida del monobob ai campionati mondiali di Altenberg 2021

Dall'inverno del 2018 è passata al ruolo di pilota, disputando nella nuova veste la stagione 2018/19 della Coppa Nordamericana e terminando al settimo posto finale in classifica generale. 
In Coppa del Mondo debuttò alla guida il 18 gennaio 2020 a Innsbruck, dove fu quindicesima nel bob a due; in classifica generale detiene quale miglior piazzamento il ventiduesimo posto, raggiunto al termine della stagione 2020/21. Nel circuito delle World Series di monobob femminile andò invece per la prima volta a podio, vincendo la gara, il 12 gennaio 2021 a Innsbruck, nella seconda tappa della stagione 2020/21, e concluse l'annata all'undicesimo posto in classifica generale.
Prese inoltre parte da pilota ai campionati mondiali di Altenberg 2021, dove si classificò settima nel monobob.

## Palmarès

### Mondiali
- 2 medaglie:
  - 2 argenti (bob a due a Igls 2016; bob a due a Schönau am Königssee 2017).

### Coppa del Mondo
- Miglior piazzamento in classifica generale nel bob a due: 22ª nel 2020/21.
- 17 podi (tutti nel bob a due):
  - 7 vittorie;
  - 6 secondi posti;
  - 4 terzi posti.

#### Coppa del Mondo - vittorie
| Data             | Luogo                | Paese       | Disciplina                           |
| ---------------- | -------------------- | ----------- | ------------------------------------ |
| 27 novembre 2015 | Altenberg            | Germania    | a due con Kaillie Humphries (pilota) |
| 11 dicembre 2015 | Schönau am Königssee | Germania    | a due con Kaillie Humphries (pilota) |
| 15 gennaio 2016  | Park City            | Stati Uniti | a due con Kaillie Humphries (pilota) |
| 23 gennaio 2016  | Whistler             | Canada      | a due con Kaillie Humphries (pilota) |
| 6 gennaio 2017   | Altenberg            | Germania    | a due con Kaillie Humphries (pilota) |
| 9 novembre 2017  | Lake Placid          | Stati Uniti | a due con Kaillie Humphries (pilota) |
| 24 novembre 2017 | Whistler             | Canada      | a due con Kaillie Humphries (pilota) |

### World Series di monobob femminile
- Miglior piazzamento in classifica generale: 11ª nel 2020/21.
- 2 podi:
  - 1 vittoria;
  - 1 terzo posto.

#### World Series di monobob femminile - vittorie
| Data            | Luogo     | Paese   |
| --------------- | --------- | ------- |
| 14 gennaio 2021 | Innsbruck | Austria |

### Campionati canadesi
- 2 medaglie:
  - 2 ori (bob a due a Calgary 2015[2]; bob a due a Calgary 2017[3]).

### Circuiti minori

#### Coppa Europa
Miglior piazzamento in classifica generale nel bob a due: 5ª nel 2020/21.

#### Coppa Nordamericana
Miglior piazzamento in classifica generale nel bob a due: 4ª nel 2019/20.
- 4 podi (tutti nel bob a due):
  - 4 terzi posti.